# Hibiscus indicus
Hibiscus indicus là một loài thực vật có hoa trong họ Cẩm quỳ. Loài này được (Burm. f.) Hochr. mô tả khoa học đầu tiên năm 1949.